# Cratere van Albada
van Albada è un cratere lunare di 22,92 km situato nella parte nord-orientale della faccia visibile della Luna.